# Kristina Penickova
Kristina Penickova (* 11. September 2009) ist eine US-amerikanische Tennisspielerin.

## Leben

### Persönliches
Kristina Penickova ist die Tochter von Olga und Tomáš Pěnička. Beide sind ehemalige Tennisspieler aus Tschechien. Ihre Zwillingsschwester Annika spielt ebenfalls Tennis.

### Karriere
Penickova gewann bereits als Juniorin namhafte Turniere, wie das Eddie Herr der U12 im Einzel oder im Doppel 2023 mit ihrer Schwester das U16.
Ende Oktober 2023 trat sie erstmals bei einem Profiturnier der ITF Women’s World Tennis Tour an. Nach erfolgreicher Qualifikation verlor sie in der zweiten Hauptrunde gegen Lucia Peyre mit 4:6 und 2:6. Bei den US Open 2024 hat sie erstmals die Möglichkeit über die Qualifikation, wofür sie eine Wildcard erhielt, an dem Dameneinzel teilzunehmen. In der ersten Qualirunde spielte sie gegen Usue Maitane Arconada, das Spiel verlor sie mit 5:7 und 4:6.
Im Januar 2025 gewann sie an der Seite ihrer Schwester Annika den Titel im Juniorinnendoppel bei den Australian Open, im Einzel erreicht sie das Finale.

## Turniersiege

### Doppel
| Nr. | Datum        | Turnier  | Kategorie | Belag     | Partnerin        | Finalgegnerinnen                              | Ergebnis |
| --- | ------------ | -------- | --------- | --------- | ---------------- | --------------------------------------------- | -------- |
| 1.  | 10. Mai 2025 | Monastir | ITF W15   | Hartplatz | Annika Penickova | Arina Arifullina Inês Murta                   | 6:4, 6:4 |
| 2.  | 17. Mai 2025 | Monastir | ITF W15   | Hartplatz | Annika Penickova | Lamis Alhussein Abdel Aziz Kateryna Lasarenko | 7:5, 6:2 |

## Karrierestatistik und Turnierbilanz

### Dameneinzel
Die letzte Aktualisierung erfolgte nach dem WTA-Turnier in Indian Wells 2025.
| Turnier                   | 2024      | 2025      | Titel / Teiln. | Titel / Teiln. |
| ------------------------- | --------- | --------- | -------------- | -------------- |
| US Open                   | Q1        |           | 0 / 0          | 0 / 0          |
| Indian Wells              | –         | Q1        | 0 / 0          | 0 / 0          |
| Statistik                 | Statistik | Statistik | S/N            | Sieg%          |
| Turnierteilnahmen         | 6         | 1         | Gesamt: 7      | Gesamt: 7      |
| Erreichte Finals          | 0         | 0         | Gesamt: 0      | Gesamt: 0      |
| Gewonnene Titel           | 0         | 0         | Gesamt: 0      | Gesamt: 0      |
| Gesamt-Siege/-Niederlagen | 3:6       | 0:1       | 3:7            | 30 %           |
| Jahresendposition         | 1197      |           | N/A            | N/A            |

Zeichenerklärung: S = Turniersieg; F, HF, VF, AF = Einzug ins Finale / Halbfinale / Viertelfinale / Achtelfinale; 1, 2, 3 = Ausscheiden in der 1. / 2. / 3. Hauptrunde; KF (kleines Finale) = unterlegen im Spiel um Platz drei; RR = Round Robin (Gruppenphase); n. a. = nicht ausgetragen; a. K. = andere Kategorie; PO (Play-off) = Auf- und Abstiegsrunde im Billie Jean King Cup; K1, K2, K3 = Teilnahme in der Kontinentalgruppe I, II, III im Billie Jean King Cup.
Anmerkung: Diese Statistik berücksichtigt alle Ergebnisse im Einzel bei ITF- und WTA-Turnieren. Als Quelle dient die ITF-Seite der Spielerin. Dargestellt sind nur WTA-Turniere der Kategorie 1000 (seit 2021).

### Juniorinneneinzel
| Turnier         | 2023 | 2024 | 2025 | Karriere |
| --------------- | ---- | ---- | ---- | -------- |
| Australian Open | —    | —    | F    | F        |
| French Open     | —    | HF   | 1    | HF       |
| Wimbledon       | —    | 2    | 2    | 2        |
| US Open         | 1    | AF   |      | AF       |

Zeichenerklärung: S = Turniersieg; F, HF, VF, AF = Einzug ins Finale / Halbfinale / Viertelfinale / Achtelfinale; 1, 2, 3 = Ausscheiden in der 1. / 2. / 3. Hauptrunde; nicht ausgetragen

### Juniorinnendoppel
| Turnier         | 2023 | 2024 | 2025 | Karriere |
| --------------- | ---- | ---- | ---- | -------- |
| Australian Open | —    | —    | S    | S        |
| French Open     | —    | 1    | HF   | HF       |
| Wimbledon       | —    | 1    | S    | S        |
| US Open         | VF   | AF   |      | VF       |

## Trivia
- Ihre Eltern haben es ihren beiden Töchtern bisher nicht erzählt wer die Ältere ist.[4]